# Weiwerdermeer
Het Weiwerdermeer was de naam van twee kleine meertjes of meerstallen ten zuiden van Weiwerd in de Oosterhoek bij Delfzijl (provincie Groningen). De meertjes vormde het dieptepunt van een laagte in het directe achterland van Weiwerd, waar Westerlaan en Weiwerdermaar in een boog omheen liepen. In 1563 bestond het gebied uit 10 grazen (ruim 4 ha) onbruikbaar land. De beide meertjes (in 1832 samen 1 ha) zijn in de 19e eeuw droog gelegd. Toch berichtten de kranten nog in 1910 dat iemand uit Farmsum in het Weiwerdermeer was verdronken. Het betrof de 46-jarige dagloner Barteld Bakema.